# Seventh Swamphony
 (février 2024).
Si vous disposez d'ouvrages ou d'articles de référence ou si vous connaissez des sites web de qualité traitant du thème abordé ici, merci de compléter l'article en donnant les références utiles à sa vérifiabilité et en les liant à la section « Notes et références ».
Albums de Kalmah
12 Gauge
(2010)
Seventh Swamphony est le 7e album studio du groupe de death metal mélodique Kalmah.

## Pistes
| No | Titre                | Durée |
| -- | -------------------- | ----- |
| 1. | Seventh Swamphony    |       |
| 2. | Deadfall             |       |
| 3. | Pikemaster           |       |
| 4. | Hollo                |       |
| 5. | Windlake Tale        |       |
| 6. | Wolves on the throne |       |
| 7. | Black Marten's Trace |       |
| 8. | The Trapper          |       |

## Composition
- Pekka Kokko − Vocal, guitare rythmiques
- Antti Kokko − Guitare solos
- Veli-Matti Kananen − claviers
- Janne "Kuisma" Kusmin − drums
- Timo "Lede" Lehtinen − Guitare basse